# Christoph Gottlob Müller

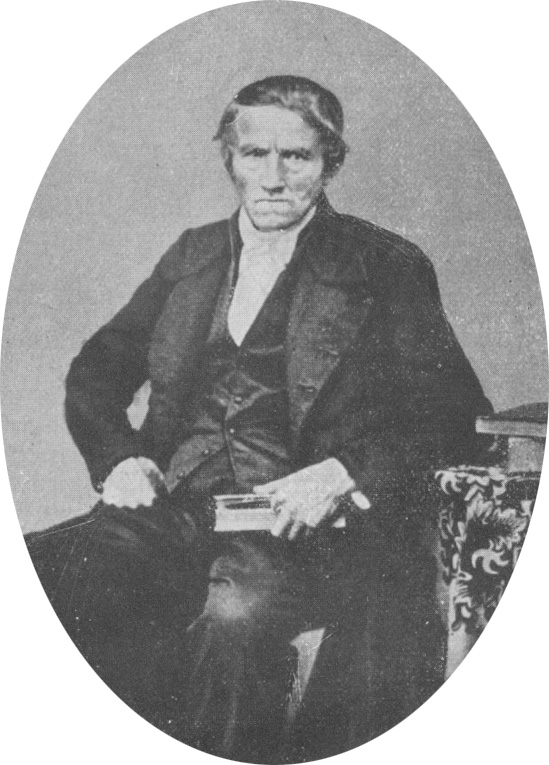
Christoph Gottlob Müller

Christoph Gottlob Müller (* 11. November 1785 in Winnenden; † 17. März 1858 ebenda) brachte als erster Muttersprachler den Methodismus nach Deutschland.

## Leben und Wirken
Christoph Gottlob Müller war der Sohn eines Metzgers aus Winnenden in der Nähe von Stuttgart. Er erlernte vom Vater das Metzgerhandwerk und ging danach auf Wanderschaft. Um nicht mit den Napoleonischen Truppen in den Krieg ziehen zu müssen, flüchtete er 1806 von Straßburg nach England. Dort kam er mit der Erweckungs- und Heiligungsbewegung der Methodisten in Kontakt und trat der dortigen Methodistenkirche bei. Er wurde Klassführer, eine Art Hauskreisleiter, und predigte gelegentlich. 1830 besuchte er seine Eltern und brachte methodistische Frömmigkeit in pietistische Gruppen seiner ehemaligen Heimat.
Obwohl er wieder zu seiner Familie zurückreiste, entstanden in und um Winnenden kleine Gruppen, die der methodistischen Bewegung nahestanden. Der Winnender Flaschnermeister Imanuel Strubel (1788–1856) bat nach kurzer Zeit die Wesleyanische Methodistische Missionsgesellschaft in London darum, Müller als Missionar nach Württemberg zu senden. Wegen fehlender Kenntnisse zögerte die Missionsgesellschaft zunächst, sandte ihn im Februar 1831 aber dann doch. Im September desselben Jahres folgte Müllers Familie aus London nach.
Müller stand zunächst der Herrnhuter Brüdergemeine nahe und sprach bei deren Versammlungen, zog sich dann jedoch aus religiösen Unterschieden von den Herrnhuter Brüdern zurück und hielt Versammlungen im elterlichen Haus, in denen er seinen persönlichen christlichen Glauben bezeugte. Viele Menschen schlossen sich an, und so breitete sich die Bewegung aus. Dem Oberamt Waiblingen war der Zulauf zu Müller nicht geheuer, so dass er mehrfach vom Oberamtmann vernommen wurde und die Kreisregierung ihm im Juli 1832 sogar die Aufenthaltsgenehmigung aufkündigte, was man später jedoch widerrief. Jedenfalls kamen Müller und seine Leute nicht mit der Staatskirche in ernsthaften Konflikt, denn die Besucher seiner Versammlungen besuchten weiter die landeskirchlichen Gottesdienste und ließen sich die Sakramente, Taufe und Abendmahl, von deren Pfarrern spenden. Wie John Wesley vor ihm, lehnte Müller es ab, sich von der Staatskirche zu trennen. Vielmehr versuchte Müller, das geistliche Leben innerhalb der Staatskirche zu wecken und pflegte auch ein freundschaftliches Verhältnis zum Winnender Stadtpfarrer Heim.
Bereits 1835 berichtete Müller nach London, dass seine Gemeinschaft in Winnenden 326 Mitglieder zählte. Ende 1839 gab es 622 Mitglieder und 64 Mitarbeiter, die wöchentlich 80 Versammlungen hielten. Bis 1848 wuchs die Größe der methodistischen Gemeinschaft auf etwa 1500 bis 2000 Personen an. In jenem Jahr gab Müller sein missionarisches Wirken aufgrund eines Asthmaleidens weitgehend auf. Christoph Gottlob Müller starb 1858 und hinterließ „pietistische Gemeinschaften mit methodistischem Anstrich“ (Lit.: zitiert in Steckel, Sommer, S. 86) – so sein direkter Nachfolger Lyth.
Die Bewegung (Wesleyanische Methodisten-Gemeinschaft) breitete sich unter Müllers Nachfolgern John Lyth (1821–1886) und später John Barratt (1832–1892) – beide waren ordinierte Pastoren der britischen Methodistenkirche – allmählich bis nach Baden, Bayern, Österreich, Böhmen und Oberschlesien aus. Sie wurde 1897 in die Bischöfliche Methodistenkirche integriert.